# Subterranean Kids
Subterranean Kids fue una banda española de hardcore punk procedente de Barcelona (Cataluña), fundada en 1985. Se mantuvieron activos hasta 1997, habiendo publicado cuatro álbumes (uno de ellos una maqueta).
Fueron una de las bandas fundacionales de la escena hardcore barcelonesa.
En 2007 se volvieron a reunir para conmemorar los diez años de su disolución con una gira española.

## Miembros

### 1985-1997
- Mimo - Voz
- Boliche - Batería
- Pep - Guitarra
- Fernando - Guitarra
- Alberto GRB - Guitarra
- Beni - Guitarra
- Tinín - Bajo
- Marc - Bajo
- Monyoo - Bajo
- Poly Social - Bajo
- Román - Bajo
- Ángel - Bajo

### Gira de reunión 2007
- Mimo - Voz
- Boliche - Batería
- Fernando - Guitarra
- Moncho - Bajo

## Discografía

### Álbumes
- Subterranean hardcore (Patizambo Records, 1985), maqueta.
- Los ojos de la víctima (Patizambo Records, 1986). Mini-LP reeditado por Potencial Hardcore en 1995.
- Hasta el final (La Isla de La Tortuga, 1988). Mini-LP.
- Ya no hay tiempo (Overdrive, 1992).
- 85-88 The hardcore years (Tralla Records, 1998). Doble LP y CD recopilatorio de sus tres primeros trabajos.
- Hasta el final + Los ojos de la víctima + Subterranean hardcore (BCore, 2007). Recopilatorio con sus tres primeros trabajos completos.

### Singles y EP
- Live in AU (BCore, 1990). EP.
- «No Digas» (Overdrive, 1992). Single.

### Álbumes compartidos
- Split with 59 Times The Pain (Tralla records, 1999)